# أولوان
أولوان هو بركان طبقي يقع في جزيرة بريطانيا الجديدة،بابوا غينيا الجديدة.يبلغ ارتفاعه 2334 متراً فوق سطح البحر.